# Kraussinidae
Kraussinidae é uma família de braquiópodes pertencentes à ordem Terebratulida.
Géneros:
- Hillerella Simon, Logan & Mottequin, 2016
- Kraussina Davidson, 1859
- Lenticellaria Simon, Logan & Mottequin, 2016
- Megerella Bitner e Logan, 2016
- Megerlia King, 1850
- Megerlina Deslongchamps, 1884
- Pumilus Atkins, 1958